# IMY
IMY（アイマイ）は、山崎育三郎、尾上松也、城田優の3人によるユニット。2019年に結成。

## 概要
2015年に帝国劇場で上演されたミュージカル『エリザベート』（東宝版）で共演したことがきっかけで意気投合し、以降、公私ともに親交を深める。各々活躍の場に違いがあれど同じショー・ビジネスに従事する3人には「演劇やミュージカルを中心に自分たちの感性で新しい作品を生み出し、日本のエンターテインメント界を盛り上げたい」という共通の思いがあり、何れ必ず形にすべく時間をかけて話し合いを重ねた。
2019年、IMYを結成。ユニット名はそれぞれの名前のアルファベットの頭文字「育三郎のI」「松也のM」「優のY」を組み合わせた。また、「カテゴライズされない曖昧で稀有な存在」でありたいとの思いもあり“あいまい”と読ませることにした。
ユニット結成を記念し、2019年4月20日に東京・Bunkamura オーチャードホールにおいて旗揚げコンサート『IMY旗揚げコンサート 〜まだ色々曖昧なトリオの明確な門出〜』を行った。同年5月30日、フジテレビTWOにて本公演及びリハーサル風景、独占インタビューを加えたスペシャルプログラム『IMY 〜山崎育三郎 尾上松也 城田優〜 旗揚げドキュメンタリー＆インタビュー』と題した番組が放送された。

## メンバー
※詳細プロフィールは各個人記事を参照。
- 山崎育三郎
- 尾上松也(2代目)
- 城田優

## 主な出演

### テレビ
- IMY 〜山崎育三郎 尾上松也 城田優〜 旗揚げドキュメンタリー＆インタビュー（2019年5月30日、フジテレビTWO）[4]
- IMY歌謡祭 〜山崎育三郎、尾上松也、城田優、3人のプロジェクト〜【完全版】（2020年11月29日、テレ朝チャンネル1）[5]
- MUSIC FAIR（2021年8月28日、フジテレビ）[6]
- FNSラフ&ミュージック〜歌と笑いの祭典〜（2021年8月28日、フジテレビ） - どぶろっくと共演[7]
- うたコン（2021年10月5日、NHK）[8]
- The Covers（2021年10月17日、NHK BSプレミアム）[9]
- 徹子の部屋（2021年11月2日、テレビ朝日）[10]
- ニンゲン観察バラエティ モニタリング（2021年11月4日、TBSテレビ）[11]
- 魂のタキ火 特別編（2021年11月5日、NHK BSプレミアム）[12]
- 痛快TV スカッとジャパン（2021年11月8日、フジテレビ）[13]
- 突然ですが占ってもいいですか?（2021年11月17日、フジテレビ）[14][15]

### ラジオ
- 山崎育三郎・尾上松也・城田優 IMY旗揚げラジオ（2019年2月9日・2月16日・2月23日・3月2日、ニッポン放送）【合計4回】[16]
- Sky presents「IMY歌謡祭RADIO」（2019年10月14日、ニッポン放送）[17]
- IMYのオールナイトニッポンGOLD（2021年9月29日、ニッポン放送）[18]

### コンサート
- IMY旗揚げコンサート〜まだ色々曖昧なトリオの明確な門出〜（2019年4月20日、東京・Bunkamura オーチャードホール）[2]
- IMY歌謡祭（2020年2月28日、東京・国際フォーラム ホールA）[19]※中止（COVID-19の感染拡大の防止）[20]
  - IMY歌謡祭（2020年10月10日、東京・国際フォーラム ホールA）[21]

### 舞台
- 「あいまい劇場 其の壱『あくと』」（2021年11月20日 - 12月5日、東京・EX THEATER ROPPONGI）[22][23]

### 新聞
- 学生新聞 ※表紙[24]

## ディスコグラフィ
※未音源化
- 数多の未来と愛（作詞・作曲：城田優）
- プリンススマイル（作詞・作曲：城田優）
- もうええっちゅうねん（作詞・作曲：城田優）
- ポジティブになりたい（作詞・作曲：城田優）